# Campeonato Mundial de Baloncesto Sub-19 de 2015
El Campeonato Mundial de Baloncesto Sub-19 de la FIBA 2015 fue la XVII edición del torneo. Tuvo lugar en Heraklion (Grecia), desde el 27 de junio hasta el 5 de julio.

## Primera fase

### Grupo A
| Equipo         | Pts | PG | PP | PF  | PC  | Dif |
| -------------- | --- | -- | -- | --- | --- | --- |
| Estados Unidos | 6   | 3  | 0  | 278 | 184 | +94 |
| Croacia        | 5   | 2  | 1  | 278 | 207 | +71 |
| Egipto         | 4   | 1  | 2  | 180 | 262 | -82 |
| Irán           | 3   | 0  | 3  | 148 | 231 | -83 |

| 27 de junio de 2015, 17:45 | Irán                                                            | 53–83                                | Estados Unidos                             | |  |
| 17:45                      | Parciales: 15–15, 9–26, 13–23, 16–19                            | Parciales: 15–15, 9–26, 13–23, 16–19 | Parciales: 15–15, 9–26, 13–23, 16–19       | |  |
|                            | Estadísticas Rezaeifar 20 Yousefvand 11 Rezaeifar, Yousefvand 5 | Reporte Pts Reb Asts                 | Estadísticas Jackson 20 Jackson 10 Evans 6 | Pabellón: Heraklion Indoor Sports Arena, Heraklion Árbitros: Michael Weiland (CAN), Hatim Al-Harbi (KSA), Timothy Brown (NZL) |  |

| 27 de junio de 2015, 20:30 | Croacia                                                 | 111–68                                | Egipto                                            | |  |
| 20:30                      | Parciales: 26–13, 28–17, 27–17, 30–21                   | Parciales: 26–13, 28–17, 27–17, 30–21 | Parciales: 26–13, 28–17, 27–17, 30–21             | |  |
|                            | Estadísticas Slavica 19 Slavica 10 Filipović, Slavica 4 | Reporte Pts Reb Asts                  | Estadísticas Abdelrahman 10 Khalaf 7 M. Mohamed 2 | Pabellón: Heraklion University Sports Hall, Heraklion Árbitros: Elias Koromilas (GRE), José Fernández (CRC), Ilya Putenko (RUS) |  |

| 28 de junio de 2015, 18:15 | Estados Unidos                             | 103–81                                | Croacia                                           | |  |
| 18:15                      | Parciales: 31–22, 27–17, 24–24, 21–18      | Parciales: 31–22, 27–17, 24–24, 21–18 | Parciales: 31–22, 27–17, 24–24, 21–18             | |  |
|                            | Estadísticas Tatum 22 Jackson 10 Brunson 8 | Reporte Pts Reb Asts                  | Estadísticas Arapović, Žižić 16 Žižić 9 Slavica 6 | Pabellón: Heraklion Indoor Sports Arena, Heraklion Árbitros: Guilherme Locatelli (BRA), Ilya Putenko (RUS), Américo Rodríguez (VEN) |  |

| 28 de junio de 2015, 20:00 | Egipto                                            | 62–59                                | Irán                                                 | |  |
| 20:00                      | Parciales: 20–17, 20–4, 12–16, 10–22              | Parciales: 20–17, 20–4, 12–16, 10–22 | Parciales: 20–17, 20–4, 12–16, 10–22                 | |  |
|                            | Estadísticas T. Mohamed 17 Khalaf 7 Abdelrahman 4 | Reporte Pts Reb Asts                 | Estadísticas Yousefvand 22 Yousefvand 21 Rezaeifar 4 | Pabellón: Heraklion University Sports Hall, Heraklion Asistencia: 60 espectadores Árbitros: Jean-Charles Collin (FRA), Samir Abaakil (MAR), Rabah Noujaim (LIB) |  |

| 30 de junio de 2015, 16:00 | Croacia                                            | 86–36                               | Irán                                           | |  |
| 16:00                      | Parciales: 17–13, 16–11, 25–7, 28–9                | Parciales: 17–13, 16–11, 25–7, 28–9 | Parciales: 17–13, 16–11, 25–7, 28–9            | |  |
|                            | Estadísticas Božič, Zubac 11 Arapović 12 Kapusta 5 | Reporte Pts Reb Asts                | Estadísticas Rezaeifar 8 Yousefvand 4 Rezaei 3 | Pabellón: Heraklion University Sports Hall, Heraklion Asistencia: 80 espectadores Árbitros: Elias Koromilas (GRE), Carlos Júlio (ANG), Rabah Noujaim (LIB) |  |

| 30 de junio de 2015, 16:00 | Estados Unidos                                    | 92–50                               | Egipto                                       | |  |
| 16:00                      | Parciales: 24–15, 23–8, 20–18, 25–9               | Parciales: 24–15, 23–8, 20–18, 25–9 | Parciales: 24–15, 23–8, 20–18, 25–9          | |  |
|                            | Estadísticas tres jugadores 13 Giles 12 Brunson 6 | Reporte Pts Reb Asts                | Estadísticas Khalaf 8 Mostafa 8 M. Mohamed 4 | Pabellón: Heraklion Indoor Sports Arena, Heraklion Árbitros: Borys Shulga (UKR), Hatim Al-Harbi (KSA), Américo Rodríguez (VEN) |  |

### Grupo B
| Equipo    | Pts | PG | PP | PF  | PC  | Dif |
| --------- | --- | -- | -- | --- | --- | --- |
| Turquía   | 6   | 3  | 0  | 208 | 180 | +28 |
| España    | 5   | 2  | 1  | 224 | 196 | +28 |
| China     | 4   | 1  | 2  | 198 | 213 | -15 |
| Argentina | 3   | 0  | 3  | 182 | 223 | -41 |

| 27 de junio de 2015, 13:15 | Argentina                                          | 64–74                                | Turquía                                 | |  |
| 13:15                      | Parciales: 12–18, 9–22, 18–10, 25–24               | Parciales: 12–18, 9–22, 18–10, 25–24 | Parciales: 12–18, 9–22, 18–10, 25–24    | |  |
|                            | Estadísticas Vaulet 15 Delfino, Rupcic 6 Vildoza 4 | Reporte Pts Reb Asts                 | Estadísticas Korkmaz 14 Arar 10 Geçim 6 | Pabellón: Heraklion Indoor Sports Arena, Heraklion Árbitros: Roberto Vázquez (PUR), Jean-Charles Collin (FRA), Rabah Noujaim (LIB) |  |

| 27 de junio de 2015, 16:00 | España                                       | 84–73                                 | China                                           | |  |
| 16:00                      | Parciales: 17–14, 21–16, 27–27, 19–16        | Parciales: 17–14, 21–16, 27–27, 19–16 | Parciales: 17–14, 21–16, 27–27, 19–16           | |  |
|                            | Estadísticas S. García 19 Sima 8 S. García 8 | Reporte Pts Reb Asts                  | Estadísticas Hu Jinqiu 22 Hu Jinqiu 11 Shi Yi 7 | Pabellón: Heraklion University Sports Hall, Heraklion Árbitros: Guilherme Locatelli (BRA), Aleksandar Glišić (SRB), Ferdinand Pascual (PHI) |  |

| 28 de junio de 2015, 13:15 | China                                                  | 74–67                                | Argentina                                       | |  |
| 13:15                      | Parciales: 8–13, 24–14, 14–19, 28–21                   | Parciales: 8–13, 24–14, 14–19, 28–21 | Parciales: 8–13, 24–14, 14–19, 28–21            | |  |
|                            | Estadísticas Zhao Yanhao 23 Hu Jinqiu 14 Zhao Yanhao 3 | Reporte Pts Reb Asts                 | Estadísticas Vaulet 16 Vaulet 8 three players 3 | Pabellón: Heraklion University Sports Hall, Heraklion Asistencia: 70 espectadores Árbitros: Michael Weiland (CAN), Aleksandar Glišić (SRB), Thomas Short (USA) |  |

| 28 de junio de 2015, 16:00 | Turquía                                 | 72–65                                 | España                                             | |  |
| 16:00                      | Parciales: 18–12, 26–17, 17–16, 11–20   | Parciales: 18–12, 26–17, 17–16, 11–20 | Parciales: 18–12, 26–17, 17–16, 11–20              | |  |
|                            | Estadísticas Korkmaz 14 Olmaz 8 Geçim 6 | Reporte Pts Reb Asts                  | Estadísticas Alonso 14 Sima 11 Alonso, S. García 3 | Pabellón: Heraklion Indoor Sports Arena, Heraklion Árbitros: Roberto Vázquez (PUR), Petar Obradović (BIH), Borys Shulga (UKR) |  |

| 30 de junio de 2015, 13:45 | Argentina                                                 | 51–75                               | España                                                    | |  |
| 13:45                      | Parciales: 3–22, 9–20, 17–17, 22–16                       | Parciales: 3–22, 9–20, 17–17, 22–16 | Parciales: 3–22, 9–20, 17–17, 22–16                       | |  |
|                            | Estadísticas Gerhardt, Gramajo 9 Rupcic 6 three players 2 | Reporte Pts Reb Asts                | Estadísticas M. García 18 Sima 10 Díaz, López-Arostegui 3 | Pabellón: Heraklion University Sports Hall, Heraklion Árbitros: Guilherme Locatelli (BRA), Timothy Brown (NZL), Ilya Putenko (RUS) |  |

| 30 de junio de 2015, 13:45 | China                                            | 51–62                                | Turquía                               | |  |
| 13:45                      | Parciales: 17–11, 17–16, 10–15, 7–20             | Parciales: 17–11, 17–16, 10–15, 7–20 | Parciales: 17–11, 17–16, 10–15, 7–20  | |  |
|                            | Estadísticas Hu Jinqiu 18 Hu Jinqiu 13 Shi Yi 10 | Reporte Pts Reb Asts                 | Estadísticas Güven 12 Arar 12 Geçim 7 | Pabellón: Heraklion Indoor Sports Arena, Heraklion Árbitros: Michael Weiland (CAN), Jean-Charles Collin (FRA), Piotr Pastusiak (POL) |  |

### Grupo C
| Equipo    | Pts | PG | PP | PF  | PC  | Dif  |
| --------- | --- | -- | -- | --- | --- | ---- |
| Canadá    | 6   | 3  | 0  | 245 | 161 | +84  |
| Italia    | 5   | 2  | 1  | 212 | 207 | +5   |
| Australia | 4   | 1  | 2  | 231 | 207 | +24  |
| Túnez     | 3   | 0  | 3  | 162 | 275 | -113 |

| 27 de junio de 2015, 13:45 | Italia                                             | 89–62                                 | Túnez                                              | |  |
| 13:45                      | Parciales: 23–15, 28–16, 19–14, 19–17              | Parciales: 23–15, 28–16, 19–14, 19–17 | Parciales: 23–15, 28–16, 19–14, 19–17              | |  |
|                            | Estadísticas Flaccadori 21 Severini 8 Flaccadori 8 | Reporte Pts Reb Asts                  | Estadísticas Gannouni 15 Dhif 8 Gannouni, Jawadi 3 | Pabellón: Heraklion University Sports Hall, Heraklion Árbitros: Borys Shulga (UKR), Carlos Júlio (ANG), Américo Rodríguez (VEN) |  |

| 27 de junio de 2015, 15:30 | Canadá                                        | 74–71                                | Australia                                   | |  |
| 15:30                      | Parciales: 17–8, 13–22, 22–18, 22–23          | Parciales: 17–8, 13–22, 22–18, 22–23 | Parciales: 17–8, 13–22, 22–18, 22–23        | |  |
|                            | Estadísticas Brooks 22 Egi 11 three players 2 | Reporte Pts Reb Asts                 | Estadísticas Vasiljevic 14 White 8 Wilson 4 | Pabellón: Heraklion Indoor Sports Arena, Heraklion Árbitros: Damir Javor (SLO), Thomas Short (USA), Fabricio Vito (ARG) |  |

| 28 de junio de 2015, 13:45 | Australia                                                                  | 67–69                                 | Italia                                              | |  |
| 13:45                      | Parciales: 16–22, 13–15, 21–11, 17–21                                      | Parciales: 16–22, 13–15, 21–11, 17–21 | Parciales: 16–22, 13–15, 21–11, 17–21               | |  |
|                            | Estadísticas McVeigh 18 McDowell-White, McVeigh 6 McDowell-White, Wilson 5 | Reporte Pts Reb Asts                  | Estadísticas Flaccadori 23 Severini 14 Della Rosa 5 | Pabellón: Heraklion Indoor Sports Arena, Heraklion Asistencia: 180 espectadores Árbitros: Antonio Conde (ESP), Julio Anaya (PAN), José Fernandez (CRC) |  |

| 28 de junio de 2015, 15:30 | Túnez                                         | 36–93                               | Canadá                                 | |  |
| 15:30                      | Parciales: 9–21, 2–33, 10–20, 15–19           | Parciales: 9–21, 2–33, 10–20, 15–19 | Parciales: 9–21, 2–33, 10–20, 15–19    | |  |
|                            | Estadísticas Bhouri, Rassil 8 Rassil 4 Dhif 4 | Reporte Pts Reb Asts                | Estadísticas Poyser 22 Kigab 9 Cohee 7 | Pabellón: Heraklion University Sports Hall, Heraklion Árbitros: Elias Koromilas (GRE), Hatim Al-Harbi (KSA), Piotr Pastusiak (POL) |  |

| 30 de junio de 2015, 18:15 | Canadá                                | 78–54                                 | Italia                                             | |  |
| 18:15                      | Parciales: 19–19, 16–11, 23–11, 20–13 | Parciales: 19–19, 16–11, 23–11, 20–13 | Parciales: 19–19, 16–11, 23–11, 20–13              | |  |
|                            | Estadísticas Jackson 16 Egi 8 Cohee 4 | Reporte Pts Reb Asts                  | Estadísticas Flaccadori 13 Severini 8 Della Rosa 4 | Pabellón: Heraklion University Sports Hall, Heraklion Asistencia: 110 espectadores Árbitros: Damir Javor (SLO), Julio Anaya (PAN), Petar Obradović (BIH) |  |

| 30 de junio de 2015, 18:15 | Túnez                                  | 64–93                                 | Australia                                             | |  |
| 18:15                      | Parciales: 16–24, 19–29, 13–23, 16–17  | Parciales: 16–24, 19–29, 13–23, 16–17 | Parciales: 16–24, 19–29, 13–23, 16–17                 | |  |
|                            | Estadísticas Dhif 20 Dhif 6 Methnani 5 | Reporte Pts Reb Asts                  | Estadísticas White 18 four players 6 McDowell-White 6 | Pabellón: Heraklion Indoor Sports Arena, Heraklion Árbitros: Antonio Conde (ESP), Samir Abaakil (MAR), Aleksandar Glišić (SRB) |  |

### Grupo D
| Equipo               | Pts | PG | PP | PF  | PC  | Dif |
| -------------------- | --- | -- | -- | --- | --- | --- |
| Grecia               | 6   | 3  | 0  | 222 | 180 | +42 |
| Serbia               | 5   | 2  | 1  | 255 | 229 | +26 |
| República Dominicana | 4   | 1  | 2  | 244 | 241 | -3  |
| Corea del Sur        | 3   | 0  | 3  | 227 | 298 | -71 |

| 27 de junio de 2015, 18:15 | República Dominicana                      | 77–82                                 | Serbia                                                     | |  |
| 18:15                      | Parciales: 19–17, 21–25, 18–19, 19–21     | Parciales: 19–17, 21–25, 18–19, 19–21 | Parciales: 19–17, 21–25, 18–19, 19–21                      | |  |
|                            | Estadísticas Feliz 26 Rodríguez 7 Matos 4 | Reporte Pts Reb Asts                  | Estadísticas Peno 13 I. Đoković, Marinković 6 I. Đoković 8 | Pabellón: Heraklion University Sports Hall, Heraklion Árbitros: Antonio Conde (ESP), Samir Abaakil (MAR), Julio Anaya (PAN) |  |

| 27 de junio de 2015, 20:30 | Corea del Sur                                                   | 55–83                                 | Grecia                                                   | |  |
| 20:30                      | Parciales: 16–19, 12–17, 13–20, 14–27                           | Parciales: 16–19, 12–17, 13–20, 14–27 | Parciales: 16–19, 12–17, 13–20, 14–27                    | |  |
|                            | Estadísticas Jeon Hyun-woo 20 Song Kyo-chang 10 Yoo Hyeon-jun 8 | Reporte Pts Reb Asts                  | Estadísticas Papagiannis 16 Papagiannis 16 Tsalmpouris 5 | Pabellón: Heraklion Indoor Sports Arena, Heraklion Árbitros: Petar Obradović (BIH), Piotr Pastusiak (POL), David Romano (ISR) |  |

| 28 de junio de 2015, 17:45 | Serbia                                                     | 113–83                                | Corea del Sur                                                 | |  |
| 17:45                      | Parciales: 24–22, 30–18, 31–26, 28–17                      | Parciales: 24–22, 30–18, 31–26, 28–17 | Parciales: 24–22, 30–18, 31–26, 28–17                         | |  |
|                            | Estadísticas Simanić 23 Lazarević, Simanić 6 I. Đoković 10 | Reporte Pts Reb Asts                  | Estadísticas Jeon Hyun-woo 31 Lee Youn-su 8 Kwon Hyeok-joon 7 | Pabellón: Heraklion University Sports Hall, Heraklion Asistencia: 85 espectadores Árbitros: Ferdinand Pascual (PHI), Timothy Brown (NZL), David Romano (ISR) |  |

| 28 de junio de 2015, 20:30 | Grecia                                             | 70–65                                 | República Dominicana                      | |  |
| 20:30                      | Parciales: 22–21, 12–15, 20–12, 16–17              | Parciales: 22–21, 12–15, 20–12, 16–17 | Parciales: 22–21, 12–15, 20–12, 16–17     | |  |
|                            | Estadísticas Stamatis 17 Papagiannis 13 Mitoglou 4 | Reporte Pts Reb Asts                  | Estadísticas Rodríguez 15 Pérez 8 Feliz 5 | Pabellón: Heraklion Indoor Sports Arena, Heraklion Asistencia: 2,450 espectadores Árbitros: Damir Javor (SLO), Carlos Júlio (ANG), Fabricio Vito (ARG) |  |

| 30 de junio de 2015, 20:30 | República Dominicana                          | 102–89                                | Corea del Sur                                                                  | |  |
| 20:30                      | Parciales: 27–22, 21–24, 25–21, 29–22         | Parciales: 27–22, 21–24, 25–21, 29–22 | Parciales: 27–22, 21–24, 25–21, 29–22                                          | |  |
|                            | Estadísticas Feliz, Flores 19 Feliz 9 Feliz 6 | Reporte Pts Reb Asts                  | Estadísticas Jeon Hyun-woo 19 Song Kyo-chang 8 Song Kyo-chang, Yoo Hyeon-jun 8 | Pabellón: Heraklion University Sports Hall, Heraklion Asistencia: 80 espectadores Árbitros: Fabricio Vito (ARG), José Fernandez (CRC), David Romano (ISR) |  |

| 30 de junio de 2015, 20:30 | Grecia                                               | 69–60                                 | Serbia                                            | |  |
| 20:30                      | Parciales: 15–20, 18–17, 13–10, 23–13                | Parciales: 15–20, 18–17, 13–10, 23–13 | Parciales: 15–20, 18–17, 13–10, 23–13             | |  |
|                            | Estadísticas Toliopoulos 11 Mitoglou 8 Toliopoulos 4 | Reporte Pts Reb Asts                  | Estadísticas R. Đoković 14 Vučetić 7 R. Đoković 4 | Pabellón: Heraklion Indoor Sports Arena, Heraklion Asistencia: 4,300 espectadores Árbitros: Roberto Vázquez (PUR), Ferdinand Pascual (PHI), Thomas Short (USA) |  |

## Segunda fase
|  | Octavos de final     | Octavos de final |                |     | Cuartos de final | Cuartos de final |  |  | Semifinales | Semifinales |  |  | Final      | Final      |
|  | 1 de julio           | 1 de julio       |                |     | 3 de julio       | 3 de julio       |  |  | 4 de julio  | 4 de julio  |  |  | 5 de julio | 5 de julio |
|  |                      |                  |                |     |                  |                  |  |  |             |             |  |  |            |            |
|  |                      |                  |                |     |                  |                  |  |  |             |             |  |  |            |            |
|  |                      |                  |                |     |                  |                  |  |  |             |             |  |  |            |            |
|  | Irán                 | 63               |                |     |                  |                  |  |  |             |             |  |  |            |            |
|  | Irán                 | 63               |                |     |                  |                  |  |  |             |             |  |  |            |            |
|  | Turquía              | 73               |                |     |                  |                  |  |  |             |             |  |  |            |            |
|  | Turquía              | 73               | Turquía        | 81  |                  |                  |  |  |             |             |  |  |            |            |
|  |                      |                  |                | 81  |                  |                  |  |  |             |             |  |  |            |            |
|  |                      | Australia        | 70             |     |                  |                  |  |  |             |             |  |  |            |            |
|  | Australia            | Australia        | 70             | 69  |                  |                  |  |  |             |             |  |  |            |            |
|  | Australia            |                  |                | 69  |                  |                  |  |  |             |             |  |  |            |            |
|  | Serbia               | 56               |                |     |                  |                  |  |  |             |             |  |  |            |            |
|  | Serbia               | 56               | Turquía        | 56  |                  |                  |  |  |             |             |  |  |            |            |
|  |                      |                  |                | 56  |                  |                  |  |  |             |             |  |  |            |            |
|  |                      | Croacia          | 91             |     |                  |                  |  |  |             |             |  |  |            |            |
|  | Croacia              | Croacia          | 91             | 75  |                  |                  |  |  |             |             |  |  |            |            |
|  | Croacia              |                  |                | 75  |                  |                  |  |  |             |             |  |  |            |            |
|  | China                | 68               |                |     |                  |                  |  |  |             |             |  |  |            |            |
|  | China                | 68               | Croacia        | 84  |                  |                  |  |  |             |             |  |  |            |            |
|  |                      |                  |                | 84  |                  |                  |  |  |             |             |  |  |            |            |
|  |                      | Canadá           | 71             |     |                  |                  |  |  |             |             |  |  |            |            |
|  | Canadá               | Canadá           | 71             | 100 |                  |                  |  |  |             |             |  |  |            |            |
|  | Canadá               |                  |                | 100 |                  |                  |  |  |             |             |  |  |            |            |
|  | Corea del Sur        | 64               |                |     |                  |                  |  |  |             |             |  |  |            |            |
|  | Corea del Sur        | 64               | Croacia        | 71  |                  |                  |  |  |             |             |  |  |            |            |
|  |                      |                  |                | 71  |                  |                  |  |  |             |             |  |  |            |            |
|  |                      | Estados Unidos   | 79             |     |                  |                  |  |  |             |             |  |  |            |            |
|  | Estados Unidos       | Estados Unidos   | 79             | 93  |                  |                  |  |  |             |             |  |  |            |            |
|  | Estados Unidos       |                  |                | 93  |                  |                  |  |  |             |             |  |  |            |            |
|  | Argentina            | 45               |                |     |                  |                  |  |  |             |             |  |  |            |            |
|  | Argentina            | 45               | Estados Unidos | 86  |                  |                  |  |  |             |             |  |  |            |            |
|  |                      |                  |                | 86  |                  |                  |  |  |             |             |  |  |            |            |
|  |                      | Italia           | 65             |     |                  |                  |  |  |             |             |  |  |            |            |
|  | Italia               | Italia           | 65             | 82  |                  |                  |  |  |             |             |  |  |            |            |
|  | Italia               |                  |                | 82  |                  |                  |  |  |             |             |  |  |            |            |
|  | República Dominicana | 73               |                |     |                  |                  |  |  |             |             |  |  |            |            |
|  | República Dominicana | 73               | Estados Unidos | 82  |                  |                  |  |  |             |             |  |  |            |            |
|  |                      |                  |                | 82  |                  |                  |  |  |             |             |  |  |            |            |
|  |                      | Grecia           | 76             |     |                  |                  |  |  |             |             |  |  |            |            |
|  | Egipto               | Grecia           | 76             | 60  |                  |                  |  |  |             |             |  |  |            |            |
|  | Egipto               |                  |                | 60  |                  |                  |  |  |             |             |  |  |            |            |
|  | España               | 67               |                |     |                  |                  |  |  |             |             |  |  |            |            |
|  | España               | 67               | España         | 59  |                  |                  |  |  |             |             |  |  |            |            |
|  |                      |                  |                | 59  |                  |                  |  |  |             |             |  |  |            |            |
|  |                      | Grecia           | 70             |     |                  |                  |  |  |             |             |  |  |            |            |
|  | Túnez                | Grecia           | 70             | 48  |                  |                  |  |  |             |             |  |  |            |            |
|  | Túnez                |                  |                | 48  |                  |                  |  |  |             |             |  |  |            |            |
|  | Grecia               | 100              |                |     |                  |                  |  |  |             |             |  |  |            |            |
|  | Grecia               | 100              |                |     |                  |                  |  |  |             |             |  |  |            |            |

### Octavos de final
| 1 de julio de 2015, 13:15 | Egipto                                                       | 60–67                                | España                                             | |  |
| 13:15                     | Parciales: 19–15, 10–21, 8–20, 23–11                         | Parciales: 19–15, 10–21, 8–20, 23–11 | Parciales: 19–15, 10–21, 8–20, 23–11               | |  |
|                           | Estadísticas T. Mohamed 17 Khalaf, I. Mohamed 7 M. Mohamed 4 | Reporte Pts Reb Asts                 | Estadísticas M. García 21 Díaz, Rodríguez 6 Oroz 4 | Pabellón: Heraklion University Sports Hall, Heraklion Asistencia: 60 espectadores Árbitros: Petar Obradović (BIH), José Fernández (CRC), Rabah Noujaim (LIB) |  |

| 1 de julio de 2015, 13:45 | Irán                                                 | 63–73                                | Turquía                               | |  |
| 13:45                     | Parciales: 21–13, 8–20, 17–14, 17–26                 | Parciales: 21–13, 8–20, 17–14, 17–26 | Parciales: 21–13, 8–20, 17–14, 17–26  | |  |
|                           | Estadísticas Rezaeifar 14 Yousefvand 10 Allahverdi 5 | Reporte Pts Reb Asts                 | Estadísticas Ulubay 16 Arar 7 Geçim 6 | Pabellón: Heraklion Indoor Sports Arena, Heraklion Asistencia: 100 espectadores Árbitros: Thomas Short (USA), Carlos Júlio (ANG), Ilya Putenko (RUS) |  |

| 1 de julio de 2015, 15:30 | Italia                                           | 82–73                                | República Dominicana                     | |  |
| 15:30                     | Parciales: 18–17, 21–7, 28–27, 15–22             | Parciales: 18–17, 21–7, 28–27, 15–22 | Parciales: 18–17, 21–7, 28–27, 15–22     | |  |
|                           | Estadísticas Severini 21 Severini 7 Flaccadori 8 | Reporte Pts Reb Asts                 | Estadísticas Feliz 28 Araujo 13 Flores 4 | Pabellón: Heraklion University Sports Hall, Heraklion Asistencia: 90 espectadores Árbitros: Roberto Vázquez (PUR), Antonio Conde (ESP), Ferdinand Pascual (PHI) |  |

| 1 de julio de 2015, 16:00 | Croacia                                     | 75–68                                 | China                                            | |  |
| 16:00                     | Parciales: 21–16, 21–14, 16–22, 17–16       | Parciales: 21–16, 21–14, 16–22, 17–16 | Parciales: 21–16, 21–14, 16–22, 17–16            | |  |
|                           | Estadísticas Zubac 23 Arapović 11 Slavica 7 | Reporte Pts Reb Asts                  | Estadísticas Sun Minghui 15 Fu Hao 12 Zhao Rui 8 | Pabellón: Heraklion Indoor Sports Arena, Heraklion Asistencia: 120 espectadores Árbitros: Fabricio Vito (ARG), Timothy Brown (NZL), David Romano (ISR) |  |

| 1 de julio de 2015, 17:45 | Canadá                                    | 100–64                                | Corea del Sur                                                 | |  |
| 17:45                     | Parciales: 27–28 , 21–12, 24–6, 28–18     | Parciales: 27–28 , 21–12, 24–6, 28–18 | Parciales: 27–28 , 21–12, 24–6, 28–18                         | |  |
|                           | Estadísticas Jackson 20 Brooks 9 Brooks 9 | Reporte Pts Reb Asts                  | Estadísticas Kim Kyung-won 14 Kim Kyung-won 7 Yoo Hyeon-jun 5 | Pabellón: Heraklion University Sports Hall, Heraklion Árbitros: Damir Javor (SLO), Hatim Al-Harbi (KSA), Aleksandar Glišić (SRB) |  |

| 1 de julio de 2015, 18:15 | Estados Unidos                           | 93–45                                | Argentina                                         | |  |
| 18:15                     | Parciales: 26–12, 23–8, 23–11, 21–14     | Parciales: 26–12, 23–8, 23–11, 21–14 | Parciales: 26–12, 23–8, 23–11, 21–14              | |  |
|                           | Estadísticas Giles 17 Giles 12 Brunson 6 | Reporte Pts Reb Asts                 | Estadísticas Zurbriggen 13 Zurbriggen 6 Vildoza 3 | Pabellón: Heraklion Indoor Sports Arena, Heraklion Asistencia: 500 espectadores Árbitros: Elias Koromilas (GRE), Samir Abaakil (MAR), Jean-Charles Collin (FRA) |  |

| 1 de julio de 2015, 20:00 | Australia                                            | 69–56                               | Serbia                                             | |  |
| 20:00                     | Parciales: 21–18, 21–9, 18–17, 9–12                  | Parciales: 21–18, 21–9, 18–17, 9–12 | Parciales: 21–18, 21–9, 18–17, 9–12                | |  |
|                           | Estadísticas McVeigh 18 McVeigh 12 McVeigh, Wilson 2 | Reporte Pts Reb Asts                | Estadísticas Stojanović 15 Stojanović 10 Ostojić 3 | Pabellón: Heraklion University Sports Hall, Heraklion Asistencia: 150 espectadores Árbitros: Guilherme Locetelli (BRA), Piotr Pastusiak (POL), Borys Shulga (UKR) |  |

| 1 de julio de 2015, 20:30 | Túnez                                     | 48–100                                | Grecia                                             | |  |
| 20:30                     | Parciales: 11–21, 11–38, 15–25, 11–16     | Parciales: 11–21, 11–38, 15–25, 11–16 | Parciales: 11–21, 11–38, 15–25, 11–16              | |  |
|                           | Estadísticas Gannouni 10 Aouichi 5 Dhif 4 | Reporte Pts Reb Asts                  | Estadísticas Dorsey 25 Papagiannis 9 Toliopoulos 9 | Pabellón: Heraklion Indoor Sports Arena, Heraklion Asistencia: 2.775 espectadores Árbitros: Michael Weiland (CAN), Julio Anaya (PAN), Américo Rodríguez (VEN) |  |

#### Definición puestos 9°-16°
| 3 de julio de 2015, 11:00 | Argentina                                       | 71–66                                | República Dominicana                               | |  |
| 11:00                     | Parciales: 19–8, 21–15, 10–24, 21–19            | Parciales: 19–8, 21–15, 10–24, 21–19 | Parciales: 19–8, 21–15, 10–24, 21–19               | |  |
|                           | Estadísticas Fjellerup 12 Gerhardt 7 Gerhardt 6 | Reporte Pts Reb Asts                 | Estadísticas Nuñez 16 Montero, Rodríguez 8 Matos 6 | Pabellón: Heraklion University Sports Hall, Heraklion Árbitros: Petar Obradović (BIH), Timothy Brown (NZL), David Romano (ISR) |  |

| 3 de julio de 2015, 13:15 | China                                                                  | 54–77                                | Corea del Sur                                                 | |  |
| 13:15                     | Parciales: 20–18, 4–29, 11–16, 19–14                                   | Parciales: 20–18, 4–29, 11–16, 19–14 | Parciales: 20–18, 4–29, 11–16, 19–14                          | |  |
|                           | Estadísticas Shao Yinglun 11 Shao Yinglun, Zhao Yanhao 8 Sun Minghui 4 | Reporte Pts Reb Asts                 | Estadísticas Kim Kyung-won 26 Kim Kyung-won 8 Yoo Hyeon-jun 8 | Pabellón: Heraklion University Sports Hall, Heraklion Asistencia: 55 espectadores Árbitros: Antonio Conde (ESP), Samir Abaakil (MAR), José Fernandez (CRC) |  |

| 3 de julio de 2015, 15:30 | Egipto                                                | 81–68                                 | Túnez                                        | |  |
| 15:30                     | Parciales: 23–20, 17–20, 26–10, 15–18                 | Parciales: 23–20, 17–20, 26–10, 15–18 | Parciales: 23–20, 17–20, 26–10, 15–18        | |  |
|                           | Estadísticas Khalaf, M. Mohamed 17 Khalaf 17 Mahran 9 | Reporte Pts Reb Asts                  | Estadísticas Gannouni 21 Methnani 8 Jawadi 4 | Pabellón: Heraklion University Sports Hall, Heraklion Asistencia: 50 espectadores Árbitros: Borys Shulga (UKR), Hatim Al-Harbi (KSA), Carlos Júlio (ANG) |  |

| 3 de julio de 2015, 17:45 | Irán                                                              | 70–83                                 | Serbia                                       | |  |
| 17:45                     | Parciales: 13–18, 20–21, 18–20, 19–24                             | Parciales: 13–18, 20–21, 18–20, 19–24 | Parciales: 13–18, 20–21, 18–20, 19–24        | |  |
|                           | Estadísticas Yousefvand 24 Yousefvand 12 Allahverdi, Yousefvand 5 | Reporte Pts Reb Asts                  | Estadísticas Glišić 16 Glišić 8 I. Đoković 5 | Pabellón: Heraklion University Sports Hall, Heraklion Asistencia: 65 espectadores Árbitros: Roberto Vázquez (PUR), Rabah Noujaim (LIB), Ilya Putenko (RUS) |  |

#### Definición puestos 13°-16°
| 4 de julio de 2015, 11:00 | República Dominicana                      | 78–59                                | Túnez                                              | |  |
| 11:00                     | Parciales: 18–9, 16–17, 19–18, 25–15      | Parciales: 18–9, 16–17, 19–18, 25–15 | Parciales: 18–9, 16–17, 19–18, 25–15               | |  |
|                           | Estadísticas Araujo 18 Araujo 10 Valera 7 | Reporte Pts Reb Asts                 | Estadísticas Guebellaoui 12 Guebellaoui 7 Bhouri 3 | Pabellón: Heraklion University Sports Hall, Heraklion Asistencia: 50 espectadores Árbitros: Aleksandar Glišić (SRB), Rabah Noujaim (LIB), Ilya Putenko (RUS) |  |

| 4 de julio de 2015, 13:15 | China                                                            | 59–64                                 | Irán                                                           | |  |
| 13:15                     | Parciales: 12–12, 16–15, 16–16, 15–21                            | Parciales: 12–12, 16–15, 16–16, 15–21 | Parciales: 12–12, 16–15, 16–16, 15–21                          | |  |
|                           | Estadísticas Hu Jinqiu, Zhao Yanhao 16 Hu Jinqiu 9 Sun Minghui 9 | Reporte Pts Reb Asts                  | Estadísticas Allahverdi 20 Yousefvand 15 Sheikhi, Yousefvand 3 | Pabellón: Heraklion University Sports Hall, Heraklion Asistencia: 48 espectadores Árbitros: Fabricio Vito (ARG), Hatim Al-Harbi (KSA), Carlos Júlio (ANG) |  |

### Décimo Quinto Puesto
| 5 de julio de 2015, 9:45 | Túnez                                               | 68–80                                 | China                                             | |  |
| 09:45                    | Parciales: 20–21, 16–19, 14–23, 18–17               | Parciales: 20–21, 16–19, 14–23, 18–17 | Parciales: 20–21, 16–19, 14–23, 18–17             | |  |
|                          | Estadísticas Gannouni 17 Saidani 9 Dhif, Gannouni 3 | Reporte Pts Reb Asts                  | Estadísticas Zhao Rui 25 Zeng Fanri 11 Zhao Rui 8 | Pabellón: Heraklion University Sports Hall, Heraklion Asistencia: 25 espectadores Árbitros: Jean-Charles Collin (FRA), Samir Abaakil (MAR), Ilya Putenko (RUS) |  |

### Décimo Tercer Puesto
| 5 de julio de 2015, 12:00 | República Dominicana                          | 71–50                                | Irán                                                 | |  |
| 12:00                     | Parciales: 16–11, 22–16, 13–18, 20–5          | Parciales: 16–11, 22–16, 13–18, 20–5 | Parciales: 16–11, 22–16, 13–18, 20–5                 | |  |
|                           | Estadísticas Feliz 22 Rodríguez 8 Rodríguez 6 | Reporte Pts Reb Asts                 | Estadísticas Rezaeifar 19 Yousefvand 21 Allahverdi 5 | Pabellón: Heraklion University Sports Hall, Heraklion Asistencia: 35 espectadores Árbitros: Petar Obradović (BIH), Aleksandar Glišić (SRB), Piotr Pastusiak (POL) |  |

#### Definición puestos 9°-12°
| 4 de julio de 2015, 15:30 | Argentina                                       | 74–64                                 | Egipto                                               | |  |
| 15:30                     | Parciales: 16–18, 23–16, 19–17, 16–13           | Parciales: 16–18, 23–16, 19–17, 16–13 | Parciales: 16–18, 23–16, 19–17, 16–13                | |  |
|                           | Estadísticas Gerhardt 16 Delfino 10 Fjellerup 5 | Reporte Pts Reb Asts                  | Estadísticas T. Mohamed 18 T. Mohamed 8 M. Mohamed 4 | Pabellón: Heraklion University Sports Hall, Heraklion Asistencia: 61 espectadores Árbitros: Borys Shulga (UKR), Samir Abaakil (MAR), Julio Anaya (PAN) |  |

| 4 de julio de 2015, 17:45 | Corea del Sur                                                     | 109–113                                             | Serbia                                                             | |  |
| 17:45                     | Parciales: 26–27, 25–25, 22–21, 22–22 (T.E.: 14–18)               | Parciales: 26–27, 25–25, 22–21, 22–22 (T.E.: 14–18) | Parciales: 26–27, 25–25, 22–21, 22–22 (T.E.: 14–18)                | |  |
|                           | Estadísticas Song Kyo-chang 40 Song Kyo-chang 6 Kwon Hyeok-joon 7 | Reporte Pts Reb Asts                                | Estadísticas Glišić, Simanić 17 Glišić 12 I. Đoković, Stojanović 6 | Pabellón: Heraklion University Sports Hall, Heraklion Asistencia: 65 espectadores Árbitros: Guilherme Locetelli (BRA), Jean-Charles Collin (FRA), David Romano (ISR) |  |

#### Undécimo Puesto
| 5 de julio de 2015, 14:15 | Egipto                                                        | 101–88                                | Corea del Sur                                                  | |  |
| 14:15                     | Parciales: 28–17, 21–19, 26–29, 26–23                         | Parciales: 28–17, 21–19, 26–29, 26–23 | Parciales: 28–17, 21–19, 26–29, 26–23                          | |  |
|                           | Estadísticas T. Mohamed 27 Khalaf 11 M. Mohamed, T. Mohamed 4 | Reporte Pts Reb Asts                  | Estadísticas Kim Kyung-won 24 Kim Kyung-won 10 Yoo Hyeon-jun 8 | Pabellón: Heraklion University Sports Hall, Heraklion Árbitros: Fabricio Vito (ARG), Hatim Al-Harbi (KSA), Rabah Noujaim (LIB) |  |

#### Noveno Puesto
| 5 de julio de 2015, 16:30 | Argentina                                        | 76–77                                 | Serbia                                         | |  |
| 16:30                     | Parciales: 20–14, 11–24, 22–21, 23–18            | Parciales: 20–14, 11–24, 22–21, 23–18 | Parciales: 20–14, 11–24, 22–21, 23–18          | |  |
|                           | Estadísticas Fernández 29 Fernández 6 Gerhardt 6 | Reporte Pts Reb Asts                  | Estadísticas Stojanović 18 Stojanović 8 Peno 5 | Pabellón: Heraklion University Sports Hall, Heraklion Asistencia: 60 espectadores Árbitros: Thomas Short (USA), Carlos Júlio (ANG), David Romano (ISR) |  |

### Cuartos de final
| 3 de julio de 2015, 13:45 | Turquía                                  | 81–70                                 | Australia                                             | |  |
| 13:45                     | Parciales: 19–15, 12–17, 24–13, 26–25    | Parciales: 19–15, 12–17, 24–13, 26–25 | Parciales: 19–15, 12–17, 24–13, 26–25                 | |  |
|                           | Estadísticas Uğurlu 16 Güven 11 Geçim 10 | Reporte Pts Reb Asts                  | Estadísticas McVeigh 14 Clark, Gak 5 tres jugadores 3 | Pabellón: Heraklion Indoor Sports Arena, Heraklion Árbitros: Ferdinand Pascual (PHI), Piotr Pastusiak (POL), Thomas Short (USA) |  |

| 3 de julio de 2015, 16:00 | Croacia                                                         | 84–71                                 | Canadá                                      | |  |
| 16:00                     | Parciales: 23–21, 25–18, 11–15, 25–17                           | Parciales: 23–21, 25–18, 11–15, 25–17 | Parciales: 23–21, 25–18, 11–15, 25–17       | |  |
|                           | Estadísticas Božič, Arapović 20 Arapović 11 Arapović, Kapusta 6 | Reporte Pts Reb Asts                  | Estadísticas Jackson 20 Egi 7 Brooks, Egi 4 | Pabellón: Heraklion Indoor Sports Arena, Heraklion Árbitros: Elias Koromilas (GRE), Julio Anaya (PAN), Jean-Charles Collin (FRA) |  |

| 3 de julio de 2015, 18:15 | Estados Unidos                                | 86–65                                 | Italia                                            | |  |
| 18:15                     | Parciales: 27–20, 26–15, 18–19, 15–11         | Parciales: 27–20, 26–15, 18–19, 15–11 | Parciales: 27–20, 26–15, 18–19, 15–11             | |  |
|                           | Estadísticas Brunson 17 Swanigan 12 Brunson 5 | Reporte Pts Reb Asts                  | Estadísticas Flaccadori 21 Lupusor 4 Flaccadori 6 | Pabellón: Heraklion Indoor Sports Arena, Heraklion Asistencia: 2.100 espectadores Árbitros: Guilherme Locetelli (BRA), Aleksandar Glišić (SRB), Fabricio Vito (ARG) |  |

| 3 de julio de 2015, 20:30 | España                                | 59–70                                 | Grecia                                                             | |  |
| 20:30                     | Parciales: 14–12, 12–14, 15–25, 18–19 | Parciales: 14–12, 12–14, 15–25, 18–19 | Parciales: 14–12, 12–14, 15–25, 18–19                              | |  |
|                           | Estadísticas Sima 22 Vilá 8 Alonso 6  | Reporte Pts Reb Asts                  | Estadísticas Charalampopoulos, Dorsey 14 Mitoglou 11 Toliopoulos 6 | Pabellón: Heraklion Indoor Sports Arena, Heraklion Asistencia: 5.200 espectadores Árbitros: Damir Javor (SLO), Américo Rodríguez (VEN), Michael Weiland (CAN) |  |

### Semifinales
| 4 de julio de 2015, 18:15 | Croacia                                         | 91–56                                 | Turquía                                             | |  |
| 18:15                     | Parciales: 22–12, 22–16, 27–17, 20–11           | Parciales: 22–12, 22–16, 27–17, 20–11 | Parciales: 22–12, 22–16, 27–17, 20–11               | |  |
|                           | Estadísticas Arapović 25 Arapović 15 Arapović 6 | Reporte Pts Reb Asts                  | Estadísticas Güven 12 Arar, Güven 4 Bayram, Geçim 3 | Pabellón: Heraklion Indoor Sports Arena, Heraklion Asistencia: 3.000 espectadores Árbitros: Michael Weiland (CAN), Piotr Pastusiak (POL), Roberto Vázquez (PUR) |  |

| 4 de julio de 2015, 20:30 | Estados Unidos                             | 82–76                                 | Grecia                                                  | |  |
| 20:30                     | Parciales: 17–12, 20–20, 20–21, 25–23      | Parciales: 17–12, 20–20, 20–21, 25–23 | Parciales: 17–12, 20–20, 20–21, 25–23                   | |  |
|                           | Estadísticas Brunson 30 Giles 11 Brunson 4 | Reporte Pts Reb Asts                  | Estadísticas Dorsey 23 Charalampopoulos 7 Toliopoulos 4 | Pabellón: Heraklion Indoor Sports Arena, Heraklion Asistencia: 5.200 espectadores Árbitros: Damir Javor (SLO), Antonio Conde (ESP), Ferdinand Pascual (PHI) |  |

### Tercer lugar
| 5 de julio de 2015, 18:15 | Grecia                                     | 71–80                                 | Turquía                                   | |  |
| 18:15                     | Parciales: 16–16, 15–20, 13–20, 27–24      | Parciales: 16–16, 15–20, 13–20, 27–24 | Parciales: 16–16, 15–20, 13–20, 27–24     | |  |
|                           | Estadísticas Dorsey 19 Kottas 8 Stamatis 3 | Reporte Pts Reb Asts                  | Estadísticas Korkmaz 28 Korkmaz 8 Geçim 6 | Pabellón: Heraklion Indoor Sports Arena, Heraklion Árbitros: Roberto Vázquez (PUR), Guilherme Locatellu (BRA), Américo Rodríguez (VEN) |  |

### Final
| 5 de julio de 2015, 20:30 | Estados Unidos                                     | 79–71                | Croacia                                           | |  |
|                           | Parciales: 14-13, 20-18, 16-16, 17-20 (T.E.: 12-4) |                      |                                                   | |  |
|                           | Estadísticas J.Brunson 14 H.Giles 16 J.Brunson 14  | Reporte Pts Reb Asts | Estadísticas N.Slavica 23 I.Zubac 13 N.Slavica 23 | Pabellón: Heraklion Indoor Sports Arena, Heraklion Asistencia: 2.450 espectadores Árbitros: Damir Javor (SLO), Elias Koromilas (GRE), Michael Weiland (CAN) |  |

| Campeón Estados Unidos |
| Sexto título           |

## Estadísticas

### Posiciones globales
| Pos | Equipo               |
| --- | -------------------- |
|     | Estados Unidos       |
|     | Croacia              |
|     | Turquía              |
| 4   | Grecia               |
| 5   | Canadá               |
| 6   | Italia               |
| 7   | Australia            |
| 8   | España               |
| 9   | Serbia               |
| 10  | Argentina            |
| 11  | Egipto               |
| 12  | Corea del Sur        |
| 13  | República Dominicana |
| 14  | Irán                 |
| 15  | China                |
| 16  | Túnez                |

### Líderes

#### Puntos
|   | Jugador          | J | Pts | Prom |
| - | ---------------- | - | --- | ---- |
| 1 | Andrés Feliz     | 7 | 132 | 18,9 |
| 2 | Ivica Zubac      | 7 | 123 | 17,6 |
| 3 | Diego Flaccadori | 7 | 123 | 17,6 |
| 4 | Hyunwoo Jeon     | 7 | 115 | 16,4 |
| 5 | Dillon Brooks    | 6 | 113 | 18,8 |

#### Rebotes
|   | Jugador        | J | Def | Ofe | Tot | Prom |
| - | -------------- | - | --- | --- | --- | ---- |
| 1 | Vand Yousof    | 7 | 68  | 29  | 97  | 13,9 |
| 2 | Harry Giles    | 7 | 49  | 25  | 74  | 10,6 |
| 3 | Marko Arapovic | 7 | 48  | 24  | 72  | 10,3 |
| 4 | Jinqiu Hu      | 7 | 50  | 15  | 65  | 9,3  |
| 5 | Hamed Khalaf   | 7 | 38  | 21  | 59  | 8,4  |

#### Asistencias
|   | Jugador          | J | Asis | Prom |
| - | ---------------- | - | ---- | ---- |
| 1 | Hyeonjun Yoo     | 7 | 45   | 6,4  |
| 2 | Tolga Gecim      | 7 | 44   | 6,3  |
| 3 | Jalen Brunson    | 7 | 39   | 5,6  |
| 4 | Llija Dokovic    | 7 | 36   | 5,1  |
| 5 | Diego Flaccadori | 7 | 34   | 4,9  |